# Syntrichia brevisetacea
Syntrichia brevisetacea là một loài Rêu trong họ Pottiaceae. Loài này được (Hampe ex F. Muell.) R.H. Zander miêu tả khoa học đầu tiên năm 1993.